# Акусэкидзима
Акусэкидзима (яп. 悪石島) — вулкан на одноимённом вулканическом острове, который относится к группе островов Токара, входящих в архипелаг Нансэй, Япония. Размер острова — 3,2×2,5 км. В его северо-западной части расположена самая высокая точка вулкана — Митакэ.
Акусэкидзима — стратовулкан высотой 584 метра. Если считать высоту с океанического дна, то высота вулкана составит около 800 метров. Вулканический комплекс Акусэки состоит из 2 старых сомма-вулканов: Бирояма и Накадакэ. Вулкан сложен преимущественно андезитами и дацитами. Наиболее молодая лава найдена на севере острова; её возраст — 80 000 лет. С тех пор извержений не было.
У подножия вулкана есть небольшое поселение. 22 июля 2009 года на острове было видно полное солнечное затмение.